# Доста Дімовська
Доста Дімовська (17 лютого 1954, Скоп'є — 4 квітня 2011, Софія) — македонська політична діячка і поетеса.

## Життєпис
Дімовська народилася в Скоп'є 17 лютого 1954 року, але родом з Лазарополя. Закінчила філософський факультет у Скоп’є. Працювала науковим співробітником на філософському факультеті.
Її політична кар'єра почалася в 1990-х роках. Обіймала вищі державні та партійні посади. У 1991 році на з'їзді партії в Прилепі була обрана віце-президентом ВМРО-ДПМНЕ. До 1994 року вона була народною депутаткою, протягом цього часу очолювала парламентський комітет з міжнародних відносин. У 1998 році Дімовська була обрана віце-прем'єр-міністром в уряді Любчо Георгієвського. З 27 грудня 1999 року по 13 травня 2001 року була міністром внутрішніх справ Македонії. У 2002 році залишила партійні функції з особистих причин. 25 лютого 2002 року була призначена директоркою Розвідувального управління, а 5 травня 2003 року залишила цю посаду. У квітні 2003 року президент Борис Трайковський видав суперечливе рішення про помилування Дімовської, виправдовуючи її за наказ прослуховувати 190 громадських діячів, коли вона була міністром  внутрішніх справ.
З початку 2007 року Дімовська була директоркою Культурно-інформаційного центру Македонії в Софії, Болгарія. Дану посаду вона обіймала до березня 2010 року, коли перенесла інсульт, померла у Софії 4 квітня 2011 року.